# Ляхово (Глинковский район)
Ляхово — деревня в Смоленской области России, в Глинковском районе. Население — 6 жителей (2007 год). Расположена в центральной части области в 19 км к юго-западу от села Глинка, в 16 км южнее станции Добромино на железнодорожной ветке Смоленск—Сухиничи, на берегу реки Свиная.
Входит в состав Белохолмского сельского поселения.

## История
Название деревни произошло от слова «ляхи» — поляки. По всей видимости, в деревне проживало много поляков.

## Экономика
В начале 1990-х годов в деревне существовало коллективное фермерское хозяйство «Ляхово». Управлял хозяйством Ковалёв Виктор Алексеевич.

## Достопримечательности
- Обелиск на братской могиле мирных жителей деревни, сожженных гитлеровцами в 1943 году.
- Памятный камень на месте битвы партизанских отрядов с армией Наполеона, произошедшей 28 октября 1812 года.